# Лемьё, Раймон
Раймон Юржель Лемьё (фр. Raymond Urgel Lemieux; 16 июня 1920, Лак-ла-Биш, Альберта — 22 июля 2000, Эдмонтон) — канадский учёный-биохимик. Труды в основном посвящены органической химии. Известен синтезом сахарозы.
Компаньон ордена Канады, член Королевского общества Канады и Лондонского королевского общества, лауреат премии Вольфа.

## Биография
Раймон Лемьё родился в Лак-ла-Бише (Альберта) в 1920 году, став седьмым ребёнком в семье поселенцев. Его отец был плотником. Через шесть лет семья перебралась в Эдмонтон, где родители рассчитывали дать ему и другим детям более качественное образование. Уже в школе Раймон заинтересовался химией. В 1939 году он поступил в Университет Альберты и в 1943 году окончил с отличием учёбу на первую степень. Продолжил обучение в Университете Макгилла (Монреаль), окончив докторат в 1946 году. Получив стипендию на прохождение постдоктората в Университете штата Огайо, занимался там изучением молекулярной структуры антибиотика стрептомицина. Там же познакомился со своей будущей женой Вирджинией; свадьба состоялась в Нью-Йорке в 1948 году.
Вернувшись в Канаду, Лемьё короткое время проработал в Университете Саскачевана, затем, в 1949 году, получив место в Региональной исследовательской лаборатории Национального совета по исследованиям в Саскатуне. В первый год в Саскатуне он занимался изучением практических применений пшеничного крахмала, а затем, получив карт-бланш от НСИ на выбор темы исследований, сосредоточился на фундаментальных исследованиях физических и химических характеристик углеводов.
В 1953 году Лемьё и студент-постдокторант Джордж Хубер сообщили о первом в истории успешном синтезе сахарозы. В 1954 году Лемьё перешёл в Оттавский университет, где на него были возложены задачи по созданию факультета химии и развитию недавно учреждённого факультета чистых и прикладных наук. В годы работы в Оттаве он стал одним из пионеров использования спектроскопии ядерного магнитного резонанса для определения структуры натуральных продуктов.
В 1961 году Лемьё с семьёй переехал в Альберту, где местный факультет химии предоставил к его услугам передовые исследовательские технологии. В Университете Альберты Лемьё занял профессорскую кафедру, возглавив отделение органический химии. Темой его исследований в эти годы стали аномерные эффекты, их влияние на структуру сложных углеводов и химические реакции с их участием. Результатом этой работы стал синтез сложных углеводов, известных по человеческим клеткам. Одним из важнейших достижений карьеры Лемьё стал уже в 1961 году синтез олигосахаридов, облегчивший дальнейший синтез сложных углеводов. В 1981 году Лемьё был удостоен звания профессора университета, а в 1985 году — эмерита.
Основанная Лемьё в Эдмонтоне компания R&L Molecular Research занималась разработкой полусинтетических антибиотиков. Впоследствии эта фирма стала частью Raylo Chemicals, где Лемьё занимал пост президента; в продукции этой компании полусинтетические антибиотики соседствовали с тяжёлой водой и эластомерами. В 1977 году была основана компания Chembiomed, использовавшая результаты исследований Лемьё в медицинской индустрии, в частности в областях диагностики, банков крови и пересадки органов.
За свою научную карьеру Раймон Лемьё опубликовал свыше 200 работ и оформил более 30 патентов — в основном связанных с антибиотиками и полусинтетическими антигенами группы крови. Он умер в Эдмонтоне в 2000 году, оставив после себя жену и шестерых детей.

## Награды и признание
Среди наград:
- Международная премия Гайрднера (1985)
- Международная премия короля Фейсала (1990)
- Канадская золотая медаль Герхарда Херцберга (1991)
- Премия Альберта Эйнштейна (1992)
- Премия Вольфа (1999)[13].

Лемьё — член Королевского общества Канады с 1954 и Лондонского королевского общества с 1967 года, а также почётный доктор полутора десятков канадских и зарубежных университетов. Произведён в офицеры ордена Канады в 1968 году и в компаньоны (высшая степень ордена) в 1994 году. Кавалер ордена Превосходства Альберты (1990). В 2004 году имя Раймона Лемьё включено в списки Зала славы канадской науки и технологии.